# Темна музика

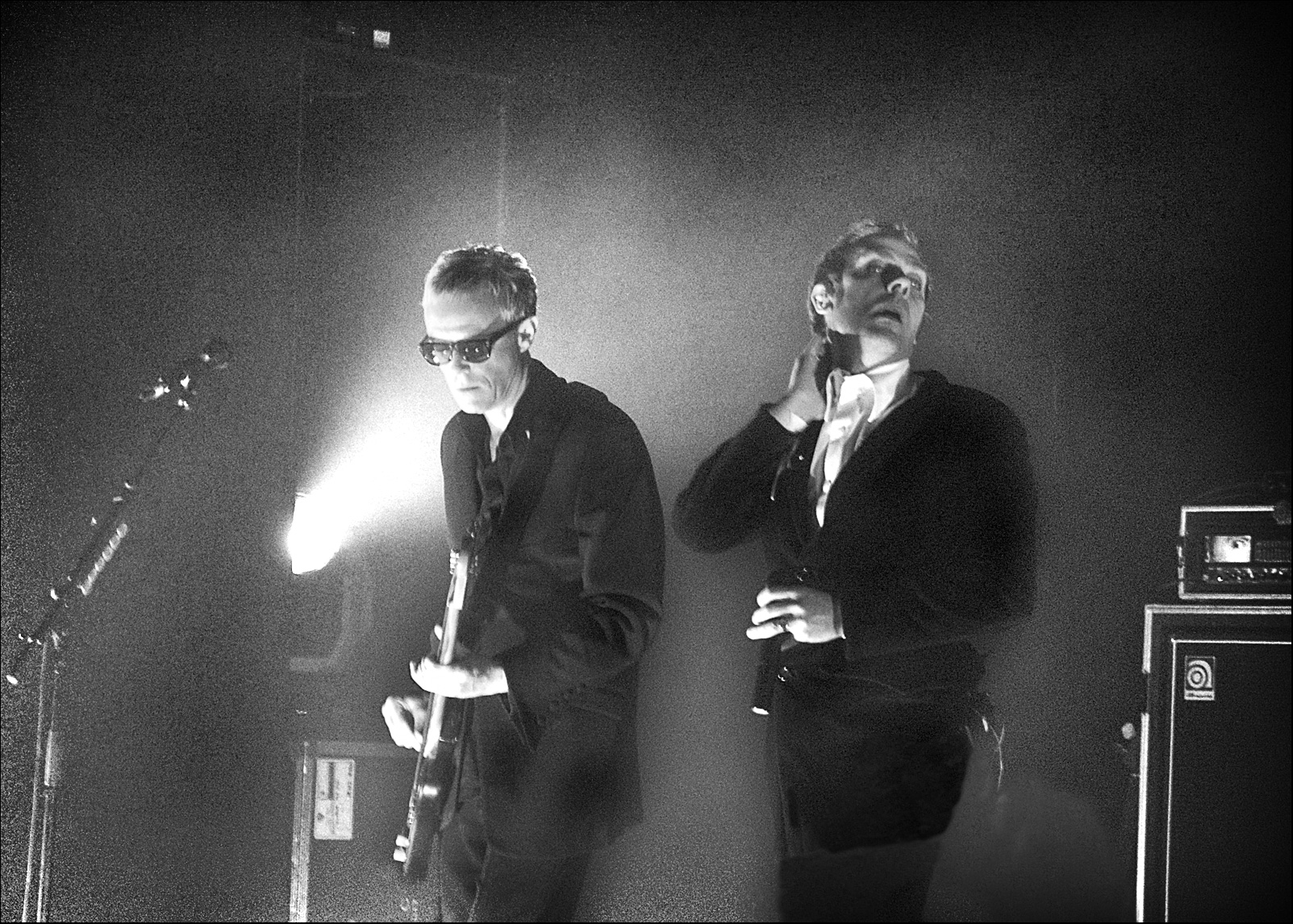
Готичний рок таких груп як Bauhaus тривалий час вважався провідним стилем темної музики

Темна музика, чорна музика, темна альтернативна музика — поширені збірні терміни для музики, яка поширюється на темній сцені з 1990-х років.

## Виникнення терміна
Поняття виникло після виокремлення темної сцени з контексту темної хвилі та зростання значення нетипових до того форм музики. За словами А. Німа, темна сцена асимілює майже кожну музичну естетику, завдяки чому музичні стилі, які раніше формували ідентичність, втратили свою важливість для спільноти сцени.
«Чітко впізнавана диверсифікація в спектрі „темної музики“ […] відбулася рано і без свідомого планування, просто завдяки художній творчості та індивідуальним слухацьким уподобанням»
— Джудіт Платц
Всередині сцени цей розвиток призвів до спеціалізації та диференціації в різних напрямах. З одного боку, музичний розвиток був узагальнений у різних термінах, таких як чорна музика або темна музика, але з другого боку, він також був підведений під стильові означення раніше популярних жанрів.

## Розуміння
Термін «готика» спочатку використовувався, особливо сторонніми, у тому ж значенні, що й «темна сцена». Однак, готична субкультура, пов'язана з постпанком і вейверним рухом, представляє лише частину всього спектру темної сцени. На цьому тлі використання як синоніма є суперечливим і дискутується на темній сцені, вимагаючи неоднорідного використання терміна готика. Розрізнення іноді ускладнюється частим використанням цього слова в музичній пресі та міжнародними відмінностями. Це призвело до перших вживань збірного терміна «темна музика», що знайшло відображення в стилістиці сцени. З іншого боку, деякі історики та діячі сцени намагалися охопити спектр музики, представленої на сцені, новоствореними загальними назвами.

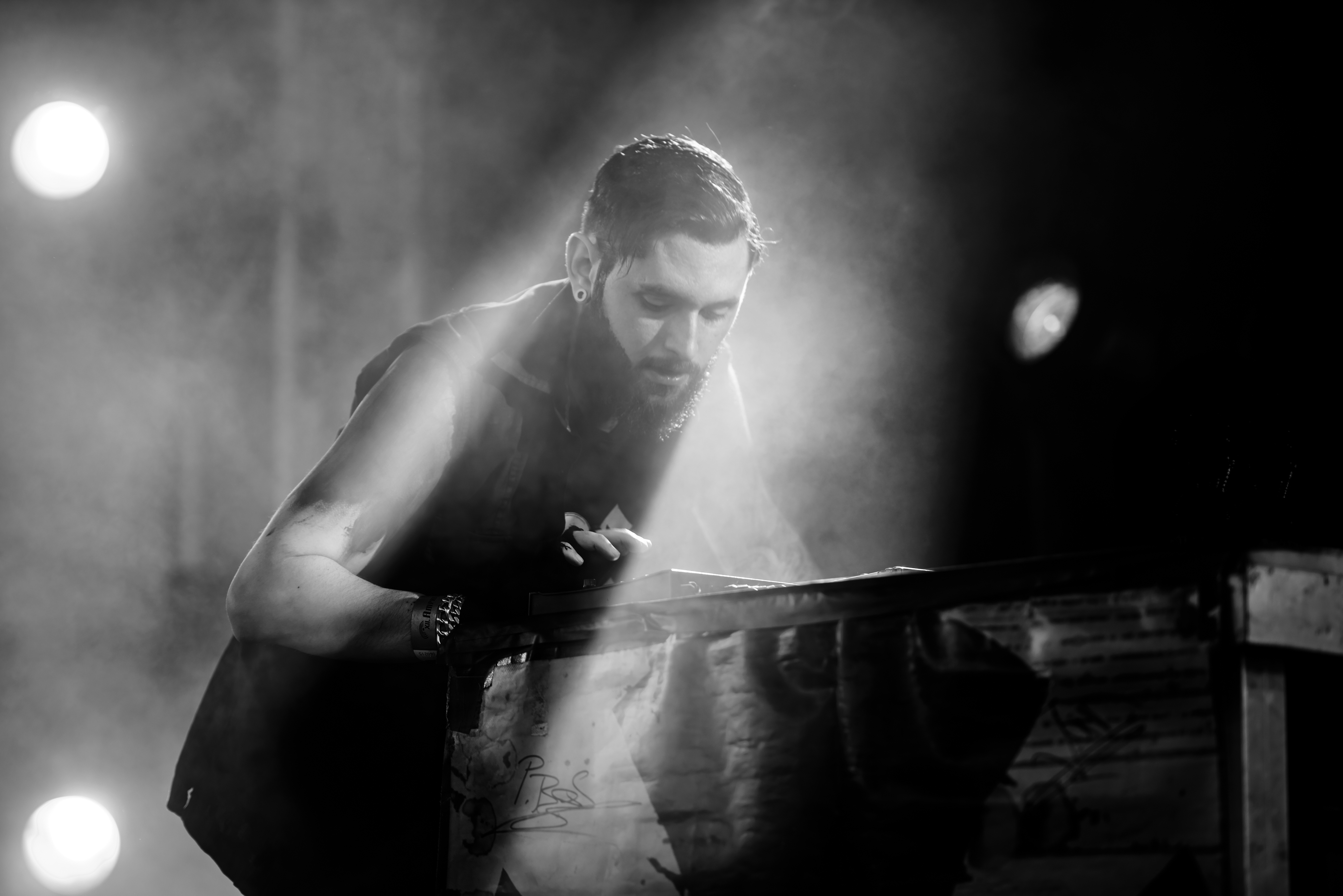
Поза прямим музичним чи соціокультурним контекстом музика таких виконавців, як [x]-Rx, часто називається індастріалом

Попри появу різних узагальнювальних позначень, наявні та диференційовані терміни переосмислюються на сцені та використовуються як синоніми для інших типів створюваної музики. Назви стилів, такі як gothic metal, gothic, wave, EBM та industrial, використовуються як синоніми для нових форм музики на сцені, таких як aggrotech, rhythm 'n' noise, dark rock, synth rock або symphonic metal. Музику під впливом техно часто називають EBM, або — якщо вона представлена з ефектами спотворення та семплами, — то індастріал. Усю рок-музику, що звучить на сцені, часто називають готичним роком, тоді як еквівалент у спектрі металу називають готичним металом, оскільки частини індастріал-року презентовані на сцені синтез-роком. Одначе, прямий зв'язок зі стилями, від початку позначеними цими термінами, існує нечасто. Тому Ш. Ледерер говорить, що на темній сцені є тенденція до «невибіркового або неправильного вживання жанрових термінів». Ще в 1995 році Йохен Кляйнхерц скаржився, що стильовий термін індастріал використовувався як «наліпка на носіях звуку, які передають музику, що найгірше протиставляються індастріал-року». На додаток, термін готика теж почасти неправильно тлумачиться. За словами Німа, музичні журналісти використовують його як супертермін для всієї сценічної музики без встановлення зв'язку з відповідною субкультурою чи музикою.
Нім, Рутковський і Платц використовували словосполучення темна музика, щоб розмежувати стилістичні терміни та уніфікувати представлення всього створюваного музичного спектру. Платц резюмує, що неможливо встановити вичерпний загальний термін для відповідної музики, окрім «темна музика». Означення темна музика і темна альтернативна музика дедалі частіше вживаються в англомовному світі для музики темної сцени. З іншого боку, термін інді-танцмайданчик (англ. Indie-Dancefloor) є похідним від інді (незалежний) і використовувався як тимчасовий синонім темної музики на початку 1990-х, але не зміг утвердитися як загальновизнаний термін у довгостроковій перспективі.

## Розвиток

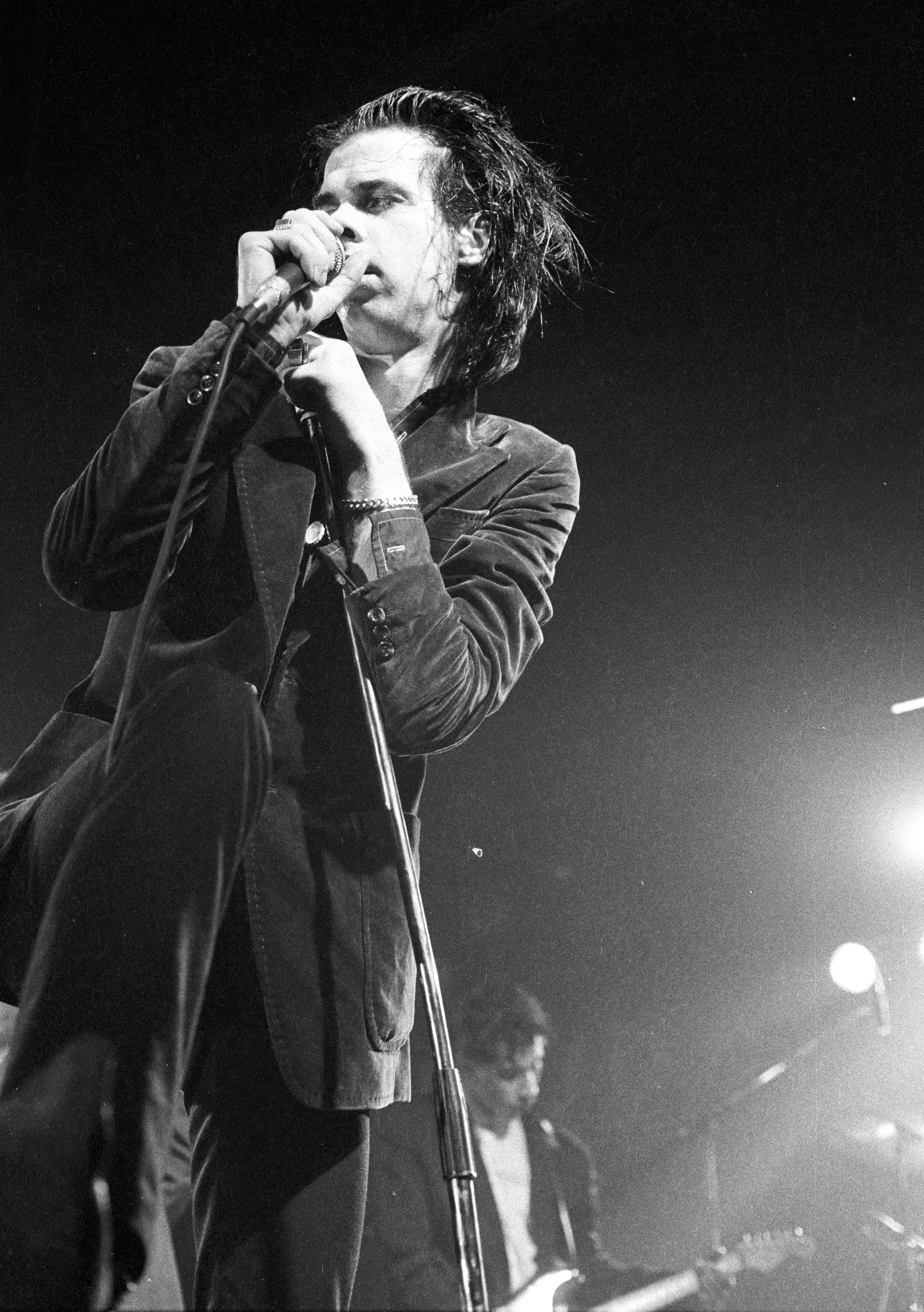
Альтернативний рок-гурт Nick Cave and the Bad Seeds також вважається темною музикою, хоча їхній стиль майже не має точок дотику з музикою темної сцени

За плином розвитку темної музики на початку 1990-х «виникли нові музичні підстилі, які відрізнялися від попередніх тенденцій використанням класичних, сакральних або навіть електронних стилістичних засобів». Кросоверний і альтернативний ажіотаж 1990-х спричинив потрясіння і зростання впливу на сцену. Метал і техно, зокрема, були прийняті темною сценою, і в деяких випадках витіснили існуючі жанри. Будучи одним із перших гібридів темної хвилі та металу, готичний метал створював дедалі більші можливості для нових музичних впливів на сцені. Тенденція готичного металу була недовгою і підпала під критику музикантів та шанувальників сцени. Проте, починаючи від середини 1990-х він створив живильне середовище для послідовників, які плавно перейшли до темного металу, темного року та симфонічного металу в межах темної сцени.
Подібні події та впливи відбувалися декілька разів із 1990-х років. Серед іншого, Neue Deutsche Härte, частини альтернативного, темного та симфонічного металу, під впливом металу стали частиною темної музики. Зростаючий вплив техно виправдав появу аггротеху та futurepop в середовищі синті-попу та електро. Інші музичні стилі наслідували цей розвиток і, окрім постійного подальшого розвитку старих і нових стилів, це також призвело до присвоєння музики із-зовні сцени в рамках типових для сцени стереотипів. Тим часом виконавці, які вийшли зі сценічних стилів, залишалися частиною музики, яку споживала сцена — а це означало, що музика, яка насправді була нетиповою для сцени, продовжувала зараховуватися до темної музики. Розвиток, що триває до теперішнього часу, призвів до «гетерогенної еклектики», яка живиться багатством різних музичних стилів. За словами Німа, спільним для виконавців темної музики була їхня «любов до хворобливого, дивного та жахливого». Томас Райнер із L'Âme Immortelle бачить спільність темної музики незалежно від основної музичної форми та додає, що «темну музику всіх поколінь завжди об'єднуватиме одне: темна поезія, поезія туги, кохання і смерті».
На додаток до різних музичних стилів темної хвилі та пост-індастріалу, які вважаються оригінальними стилями сцени, темна музика включає різні музичні групи та жанри, які сприймаються на сцені. Сюди входять готичний метал, Neue Deutsche Härte та індастріал-рок, що принаймні частково походять зі сцени, а також виконавці з абсолютно чужих музичних стилів, таких як техно, темний метал і альтернатива, приписування яких до сцени ґрунтується на ліричних, естетичних чи субкультурних стереотипах.